# Isla Mujeres
Die Isla Mujeres ['isla mʊ'xeɾɛs] (‚Fraueninsel‘) ist eine Insel an der mexikanischen Karibikküste im Bundesstaat Quintana Roo. Die Isla Mujeres liegt etwa 13 km nördlich des Ferienorts Cancún. Sie hat eine Bevölkerung von 12.642 (2010). Haupterwerbsquelle ist der Tourismus. Die Insel hat eine Ausdehnung von etwa 7 km Länge und 650 Meter Breite, mit einer Fläche von 4,2 km². Die Westküste ist seit 1996 Teil des Nationalparks Costa Occidental de Isla Mujeres, Punta Cancún y Punta Nizuc.
Isla Mujeres ist zudem seit der Eingliederung mehrerer anderer Ortschaften im Jahr 2011 die einzige Ortschaft der Insel, außerdem Verwaltungssitz und größter Ort des Municipio Isla Mujeres. Seit dem Jahr 2015 ist der Ort als Pueblo Mágico anerkannt.

## Geschichte
Die Insel wurde schon seit 550 v. Chr. von den Maya genutzt. Zu dieser Zeit war die Insel allerdings nicht dauerhaft besiedelt, sondern auf ihr befand sich ein Heiligtum zu Ehren der Mayagöttin Ixchel.
Der spanische Konquistador Francisco Hernández de Córdoba entdeckte die Insel im März 1517.
Während des Krieges der Kasten im Jahre 1850 wurde die Insel von rebellierenden Maya eingenommen.

## Infrastruktur
Mit dem Festland ist die Insel über Schnellfähren verbunden, die in Puerto Juárez starten.

## Kunst
Jason deCaires Taylor hat vor der Küste der Insel mehrere Unterwasserskulpturen installiert. Diese sollen sich als künstliche Riffe auch zur Attraktion für Taucher entwickeln. Dieses Museo Subacuático de Arte (MUSA) enthält etwa 500 Figuren, von denen viele stehende Menschen darstellen.

## Bildergalerie

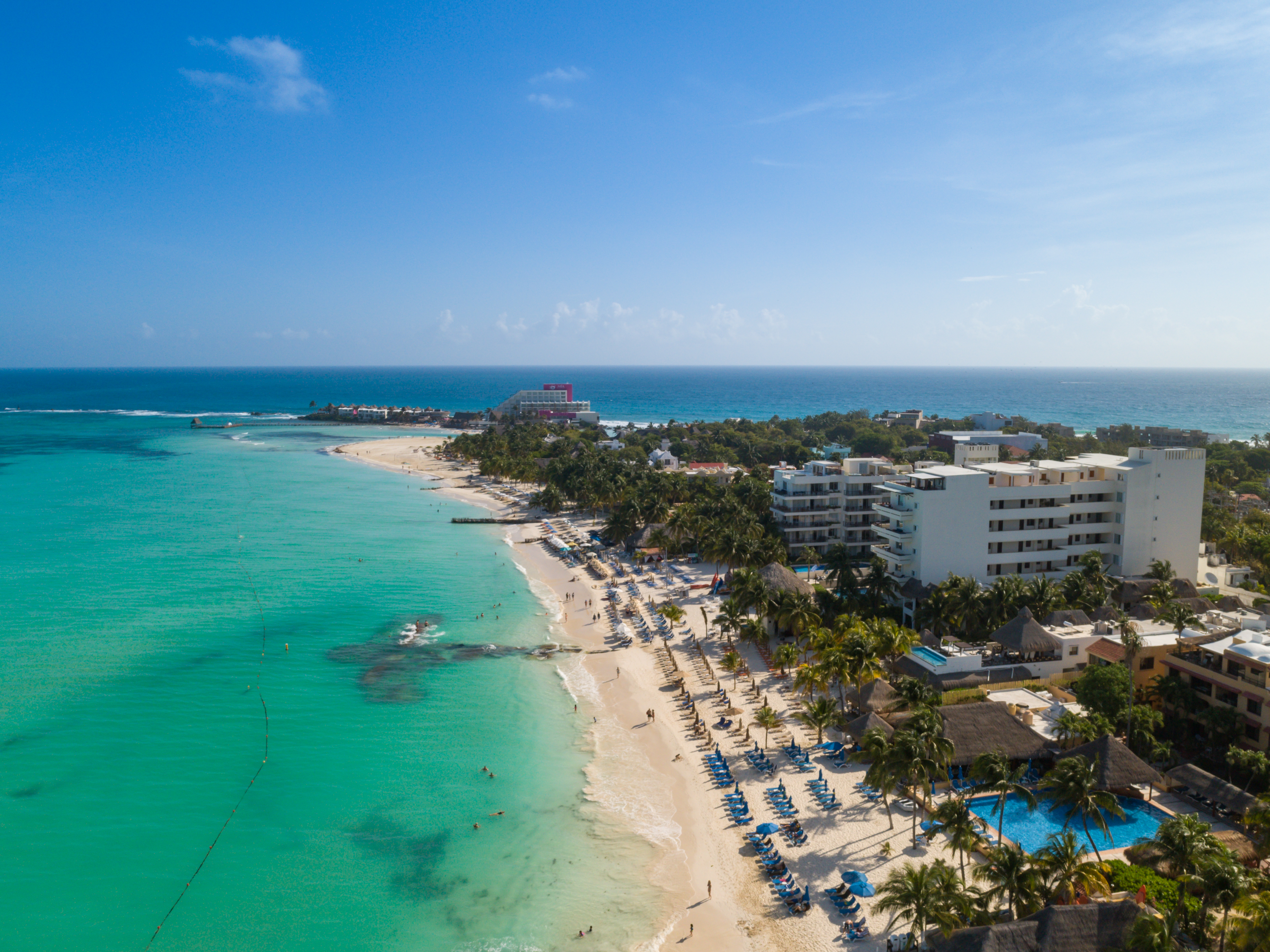
Der Strand „Playa Norte“ auf der Isla Mujeres
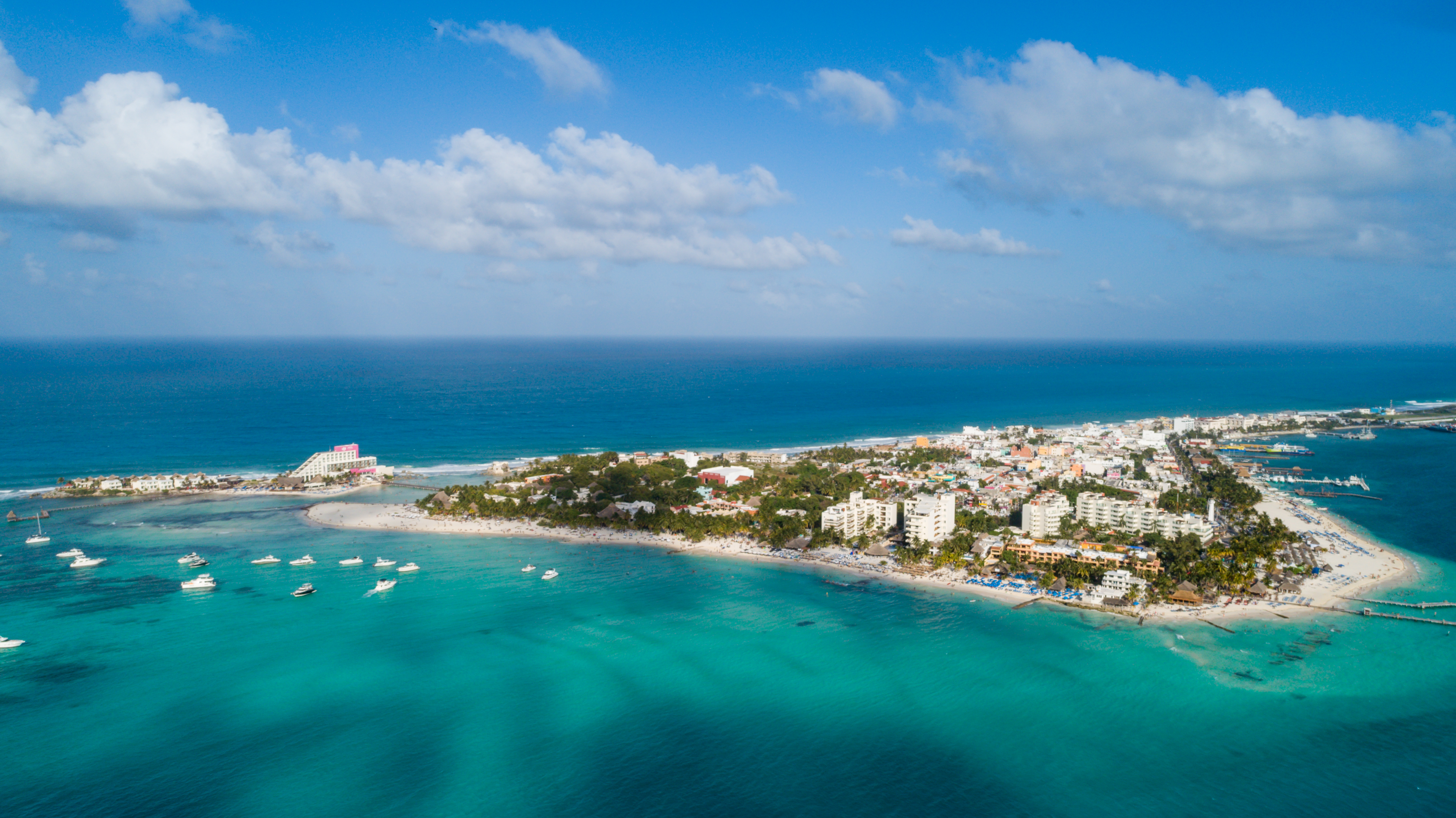
Luftbild der Isla Mujeres in Mexiko
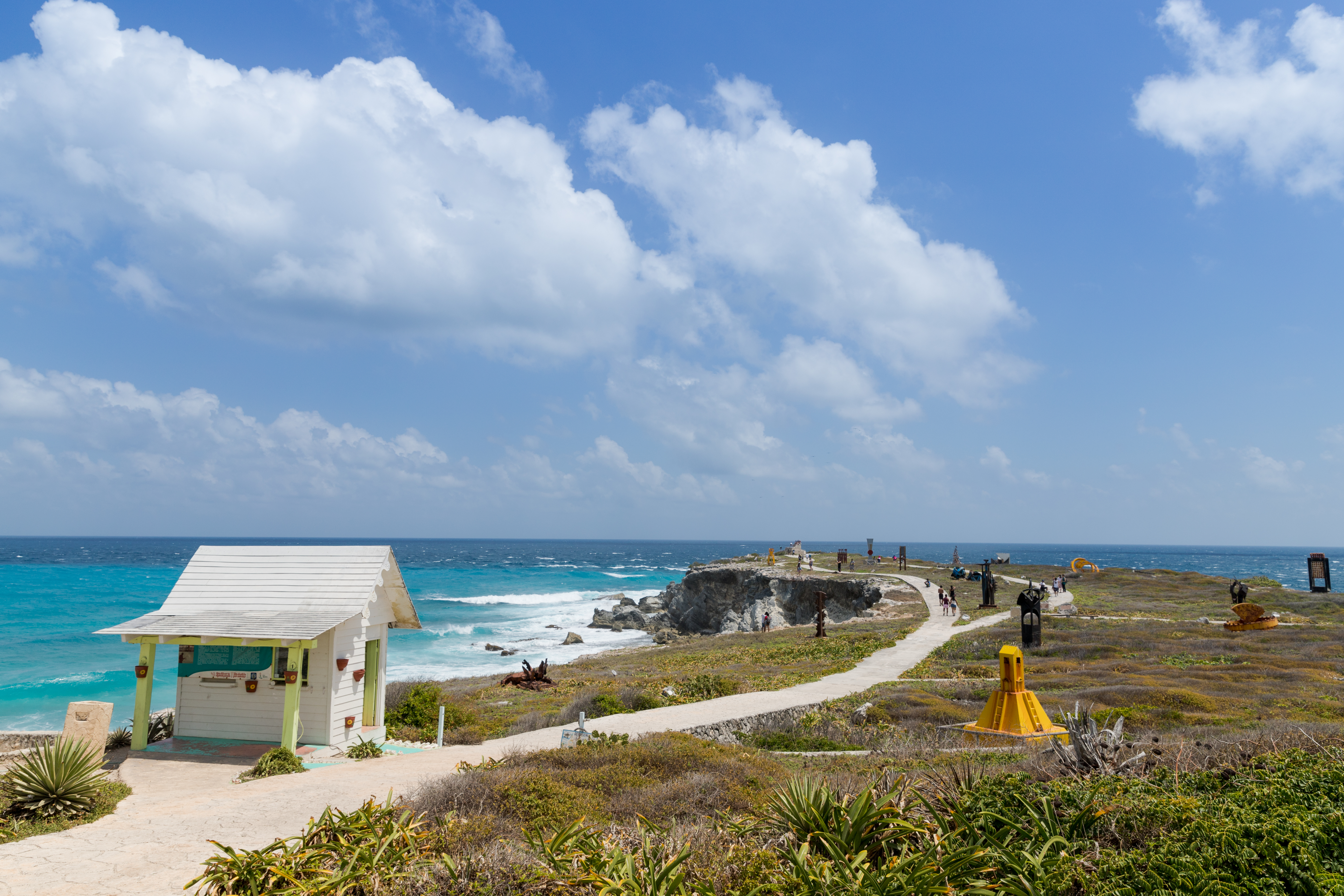
Park Punta Sur am südlichsten Punkt der Isla Mujeres
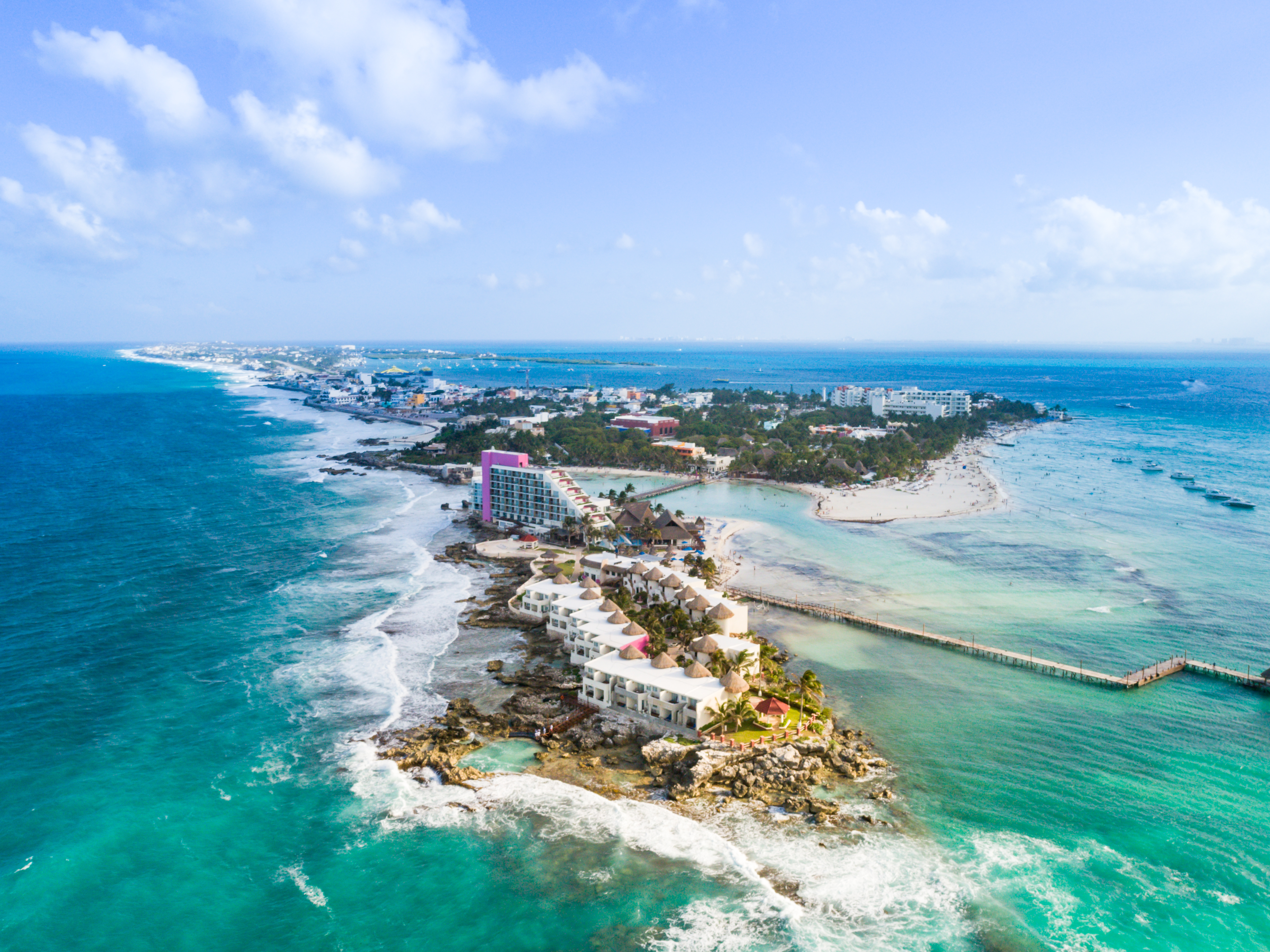
Isla Mujeres
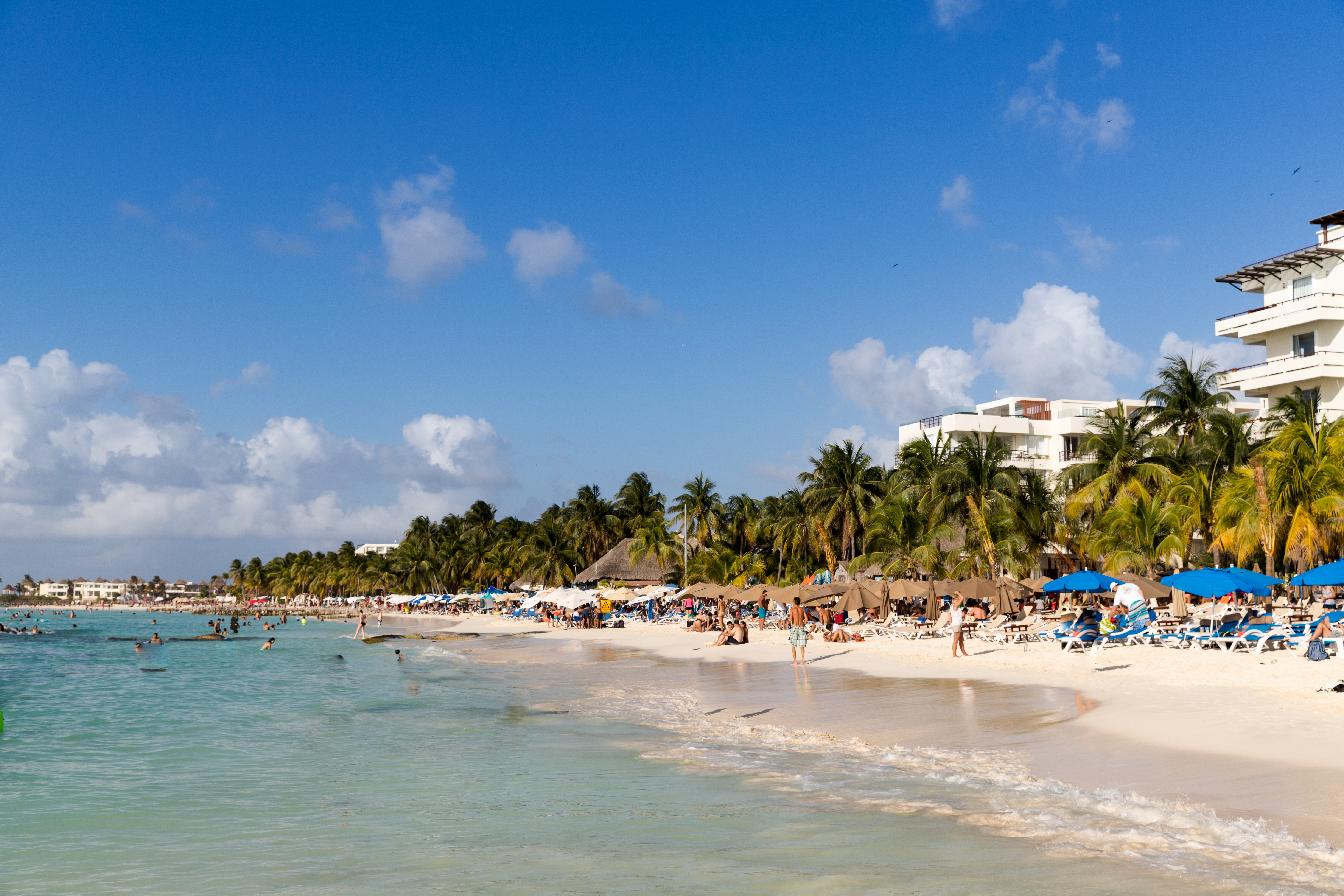
Die Insel Mujeres ist bekannt für ihre Strände
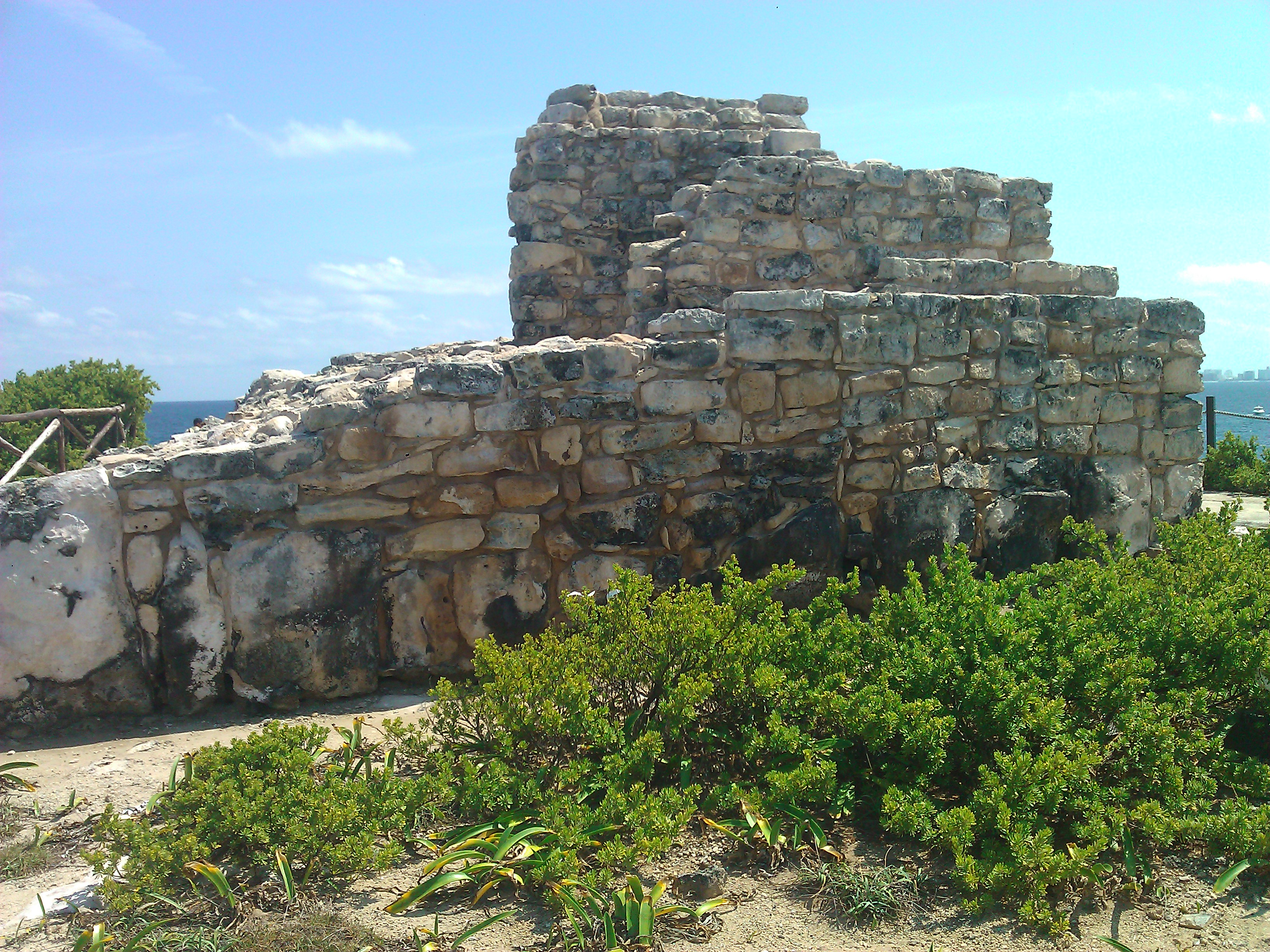
Ruinen des Maya-Tempels für die Göttin Ixchel

## Städtepartnerschaften
- Mar del Plata, Argentinien